# Baikia africana
Baikia africana is een wormhagedis uit de familie wormhagedissen sensu stricto (Amphisbaenidae).

## Naam en indeling
De wetenschappelijke naam van de groep werd voor het eerst voorgesteld door John Edward Gray in 1865. Later werd de naam Anops africanus gebruikt. Het is de enige soort uit het monotypische geslacht Baikia.

## Verspreiding en habitat
De soort komt voor in delen van Afrika en leeft endemisch in Nigeria, mogelijk ook in Kameroen. De habitat bestaat uit vochtige savannen en ook in akkers is de soort te vinden.

## Beschermingsstatus
Door de internationale natuurbeschermingsorganisatie IUCN is de beschermingsstatus 'onzeker' toegewezen (Data Deficient of DD).